# Draconarius mupingensis
Draconarius mupingensis là một loài nhện trong họ Amaurobiidae.
Loài này thuộc chi Draconarius. Draconarius mupingensis được Yajun Xu & S. Q. Li miêu tả năm 2006.